# توم لاغارد
توم لاغارد (بالإنجليزية: Tom LaGarde)‏ مواليد 10 فبراير 1955 في ديترويت، هو لاعب كرة سلة أمريكي سابق بدأ مسيرته الاحترافية في سنة 1977 ومثل منتخب بلاده. يبلغ طوله 6 قدم 10 بوصة (2.1 م). شارك في مسابقة كرة السلة في الألعاب الأولمبية الصيفية. اعتزل اللعب في 1984.

## فرق لعب لها
- دنفر ناغتس
- دالاس مافيريكس
- بروكلين نتس

## الميداليات
| الميدالية | المسابقة                       |
| --------- | ------------------------------ |
| ذهبية     | الألعاب الأولمبية الصيفية 1976 |

## روابط خارجية
- توم لاغارد على موقع الاتحاد الدولي لكرة السلة (الإنجليزية)
- توم لاغارد على موقع إن بي أي (الإنجليزية)
- توم لاغارد على موقع سبورتس رفرنس (الإنجليزية)
- توم لاغارد على موقع كلية كرة السلة في سبورتس رفرنس.كوم (الإنجليزية)
- توم لاغارد على موقع ريلجم (الإنجليزية)
- توم لاغارد على موقع بروبوليرز (الإنجليزية)
- توم لاغارد على موقع سبورتس رفرنس (الإنجليزية)
- توم لاغارد على موقع أوليمبيديا (الإنجليزية)